# Bistoft
Bistoft ist ein Ortsteil der Gemeinde Großsolt im Kreis Schleswig-Flensburg in Schleswig-Holstein.

## Lage
Südwestlich vom Dorf Bistoft liegt das Dorf Großsolt. Durch das Dorf Bistoft führt die Bistofter Straße, welche vom nordwestlich angrenzenden Ort Mühlenbrück kommt und 1,7 Kilometer weiter, in Richtung Westen, zum kleinen Ort Obdrup führt. Direkt südlich von Bistoft liegt der Ortsteil Bistoftholz. Der seltenere Ortsname Bistoftfeld, der wohl kaum auf Landkarten der Gegend zu finden ist, bezeichnete im Übrigen früher wohl Feldbereiche bei Bistoft. Der größere Ort Husby, bei dem sich auch der kleine Ort Markerup befindet, liegt sieben Kilometer nördlich entfernt. Der größere Ort Satrup, an dessen nordöstlichen Rand Satrupholm zu finden ist, liegt 3,5 Kilometer östlich. Acht Kilometer nordwestlich beginnt der Stadtrand von Flensburg.

## Geschichte
Im Jahr 1231 wurde der Ort erstmals erwähnt. Der Ortsname bedeutet „(des) Bischofs Toft“. Die Silbe „Bis“ ist eine Verkürzung des Wortes „Bischof“, genauso wie beim Wort „Bistum“. Konkret gemeint ist der Schleswiger Bischof. Das Wort „Toft“ bezeichnet ein abseits von Dorf oder Siedlung gelegenes, umfriedetes Feld (oder Flurstück), auf dem ein Hof steht. Dabei könnte solch ein Hof mit seiner Umfriedung möglicherweise auch schon einen gewissen Befestigungscharakter gehabt haben, wie beispielsweise beim Hof Flenstoft, dem Vorgängerbau des Flensburger Schlosses Duburg. Eine ähnliche Benennung wie bei Bistoft existierte im Übrigen auch beim unweit gelegenen Markerup, wo ein „Schloss Bisgaard“ sich befunden haben soll. Das Land bei Bistoft gehörte einst zum bischöflichen Gut Satrupholm. Für die Jahre 1231 und 1286 existieren zudem Nachweise, dass Bistoft zu den Domänengütern des dänischen Königs gehörte. Bistoft war zunächst Teil der Uggelharde. Im 18. Jahrhundert wurde Bistoft aber der Ugelharde entzogen und der neueingerichteten Satrupharde hinzugefügt, da Bistoft Satrupholm unterstand.
Auf der Landkarte der dänischen Landesaufnahme von 1857/1858 und der Karte der Preußischen Landesaufnahme um 1879, auf welcher Husby und Umgebung detailliert dargestellt wurden, war Bistoft schon eingetragen. Vor 1874 gehörte Bistoft offenbar zur Gemeinde Nordscheide. Später war Bistoft eine eigenständige Gemeinde. Seit Mitte der 1930er Jahre bestand offenbar ein Haltepunkt der Flensburger Kreisbahn beim Dorf. Die Gemeinde Bistoft bestand bis zum Ende der 1960er Jahre. In der Gemeinde Bistoft, zu welcher damals noch der Ortsteil Bistoftholz gehörte, lebten 1961 insgesamt 351 Menschen. Von diesen lebten 281 im Dorf Bistoft. Im Jahr 1970 lebten 412 Menschen in der Gemeinde Bistoft und 292 Menschen im Dorf Bistoft. Am 15. Februar 1970 wurde Bistoft zu Großsolt eingemeindet.